# مردی که کریسمس را اختراع کرد
مردی که کریسمس را اختراع کرد (انگلیسی: The Man Who Invented Christmas) یک فیلم بیوگرافی به کارگردانی بهارات نالوری است که در سال ۲۰۱۷ منتشر شد. فیلم روایت‌گر ماجرای چارلز دیکنز جوان است؛ در مقطعی که بعد از الیورتوئیست به شهرت رسیده، اما برای کتاب جدیدش خالی از ایده است. نقش او را دن استیونز ایفا می‌کند.